# 5+2=11
『5+2=11』は、2007年1月10日にBMG JAPANより発売されたH ZETT Mのデビューアルバム。

## 解説
- H ZETT Mデビュー作品
- タイトルは「ごった煮の曲が11曲」という意味
- 初回生産限定盤は『ピアノイズマイライフ（PV：監督 ウスイ☆ヒロシ）』を収録したDVD付き
- 封入特典は「KORG ミュージック・シンセサイザーX50"H ZETT M"デコレーションモデル」応募券、プレミアムライブ「ピアノイズ」抽選先行予約券
- M4、M6、M11には金原千恵子ストリングスが参加している。

## 収録曲
1. 名前を書く
2. ピアノイズマイライフ
3. 田園
4. 君と歩いてく
5. バカンス
6. 腹ヘリ犬〜即興ロンド
7. サンデー
8. 呪文
9. ベッドルームで飛びはねろ
10. あらよっと音頭
11. 春疾風
PE'Zの楽曲のカバー曲

- 全作詞・作曲：H ZETT M
- M3、M10、M11はインストゥルメンタル曲